# Kokon-chomon-jū
Kokon-chomon-jū (jap. 古今著聞集 Zbiór zasłyszanych opowieści dawnych i współczesnych) – zbiór opowiadań setsuwa zebranych i spisanych przez arystokratę, który zrezygnował ze służby urzędniczej, Narisue Tachibanę, w okresie Kamakura (ukończony prawdopodobnie w 1254 roku). 
Zbiór, zwany w skrócie Chomon-jū, składa się z 20 rozdziałów (ksiąg), w których zawarto 704 opowieści. Spotykają się w nim dwie tendencje: tęsknota upadającej arystokracji za poezją i muzyką dworską oraz świadomość zmieniających się czasów, w których życie i zabawy plebsu budziły coraz większe zainteresowanie.